# Banho térmico
Um banho térmico é um sistema cuja capacidade calorífica é tão grande que quando está em contacto térmico com outro sistema de interesse a sua temperatura permanece constante. O banho térmico é efetivamente um reservatório infinito de energia e de estados quânticos a uma determinada temperatura.
Para taxas baixas de transferência de calor, a atmosfera é um banho térmico.
É uma idealização de um reservatório de calor (ou banho térmico) como um sistema (em equilíbrio térmico) tão grande que ao extrair qualquer quantidade de calor nunca afeta a sua temperatura. (Isto funciona também se o calor é fornecido para o reservatório.) Em outras palavras, um reservatório de calor é um sistema com capacidade de calor praticamente infinita. Nós definimos um reservatório de volume a ser um sistema (em equilíbrio mecânico) tão grande que ao variar o seu volume não afeta a sua pressão. Podemos definir um reservatório de partículas como um sistema (em equilíbrio químico) tão grande que as partículas que saem do reservatório nunca afetam o seu potencial químico.
Estes três idealizações podem ser combinadas em uma única, o (não qualificado) reservatório. Este é definido como sendo um sistema (em equilíbrio termodinâmico) que é tão grande que as interações com outros sistemas nunca afetam sua temperatura T, a sua pressão P, nem a sua μ potencial químico. É implícito que estas interações não ocorrem para o reservatório fora do equilíbrio termodinâmico.
Num sistema em contato com um banho térmico suas propriedades serão determinadas pelas propriedades do banho do térmico. Eles são livres para mudar, mas o fazem de forma aleatória e principalmente apenas dentro de uma faixa estreita. Além disso, se analisamos o sistema de interesse mais o banho térmico como um sistema único composto, o sistema composto ainda é isolado.